# Jarabe tapatío

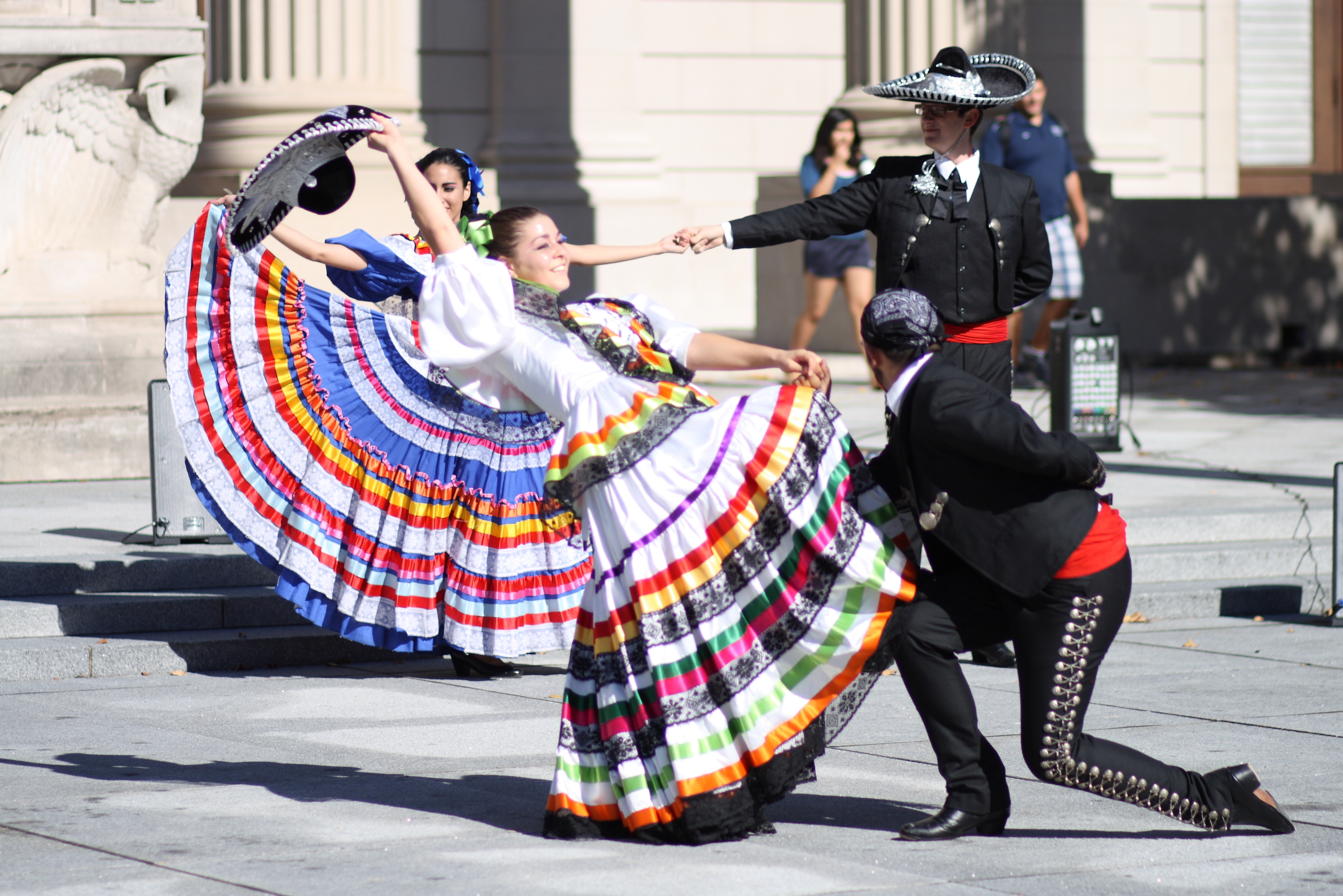
Danseurs de es.

Jarabe tapatío est le titre d'un morceau de musique instrumentale folklorique mexicaine et de la danse qui l'accompagne, alternant en introduction le rythme rapide zapateado avec ensuite celui de valse puis de polka.

## Genèse
La ville de Guadalajara a donné naissance au Jarabe tapatio qui est l'une des danses nationales du Mexique, jouée le plus souvent par des mariachis. Cependant, ils la confondent parfois avec La Raspa, un autre morceau de musique traditionnelle instrumentale mexicaine.

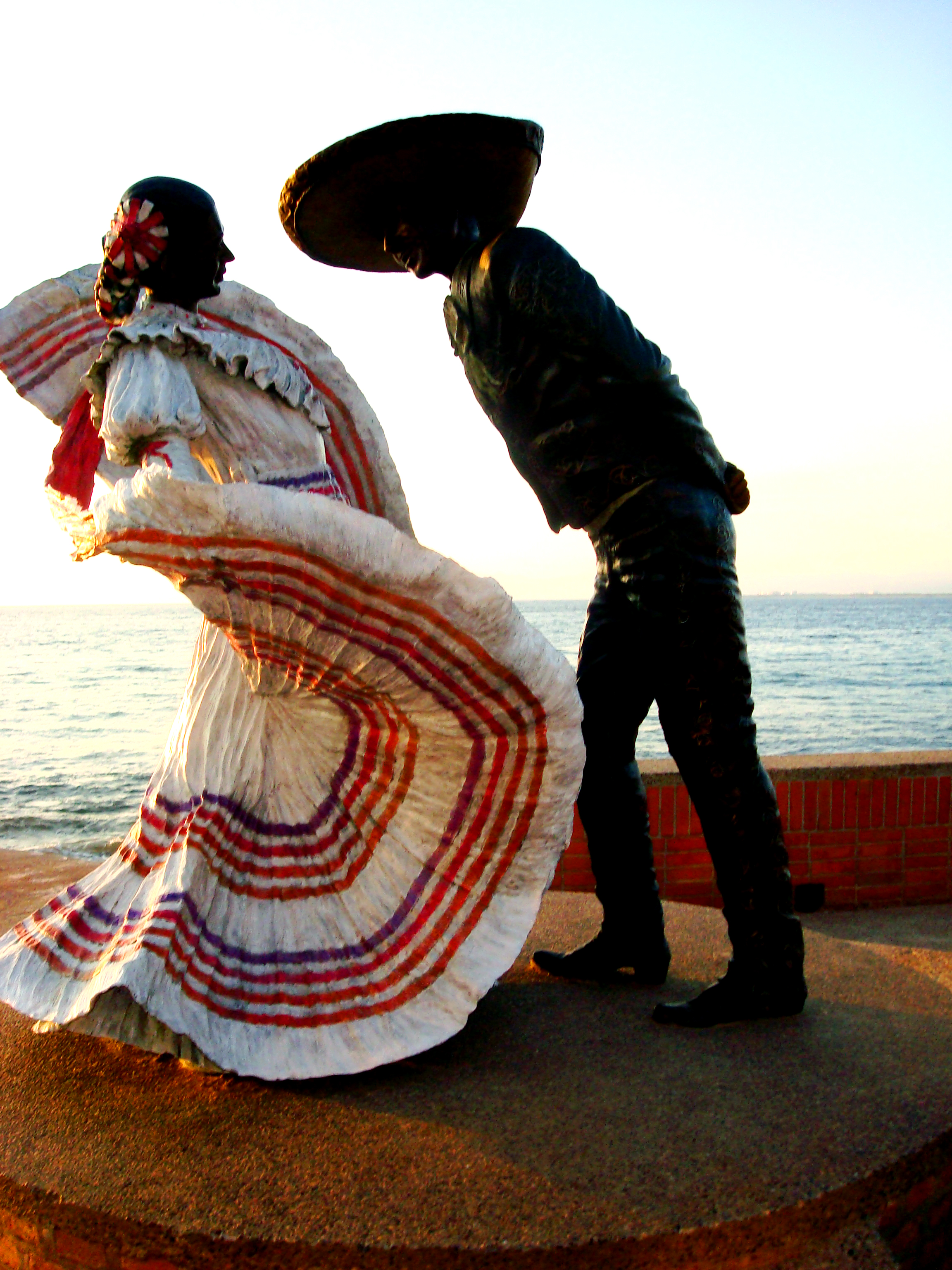
Jarabe tapatío

Les danseurs martèlent souvent le rythme sur l'estrade de leurs pieds, dans un style rappelant celui du zapateado espagnol.
Il a même été enregistré pour le film de Disney Les Trois Caballeros[réf. nécessaire].
En espagnol, jarabe veut dire « sirop » mais désigne une sorte de danse, et l'adjectif tapatío est le gentilé de Guadalajara (État de Jalisco).
Les parties les plus intenses montrent une forte ressemblance avec la jota aragonaise. Il existe différents jarabes traditionnels connus au Mexique :
- le jarabe ranchero
- le jarabe de Nayarit
- le jarabe pateño[2].

Le morceau de musique a été composé dans la seconde moitié du XIXe siècle par un professeur de musique de Guadalajara, Jesús González Rubio (en).
La danse jarabe tapatío, dans sa forme la plus diffusée, a été chorégraphiée par Felipa Lopez dans les années 1920 pour commémorer la fin de la révolution mexicaine.
Elle est née pendant cette révolution de 1870 comme bannière de l’unité nationale, comprenant les plus célèbres styles de danse de diverses régions et a été dansée pour la première fois en 1910 au Théâtre Colisée de Mexico.

## Analyse

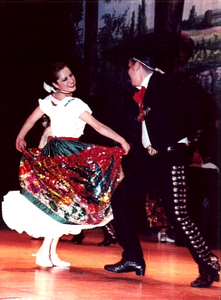
Jarabe Tapatio dans la robe traditionnelle.

La danse raconte une histoire d'amour où un homme courtise une femme. Elle peut être exécutée par un couple ou un groupe de couples. Un charro, fait des mouvements de séduction vers une china poblana. Ils se courtisent au tout début de la danse, l'homme tente de séduire la femme avec son zapateado et en faisant montre de virilité. Il s'enivre de gloire et on le chasse comme borracho. Finalement, il parvient à conquérir la china, jetant son chapeau à terre et passant ses jambes au-dessus de la tête de la femme qui se baisse pour le ramasser. Les deux danseurs entament une marche triomphale sur un air militaire appelé une diana, et la danse s'achève sur une note romantique, les danseurs cachant leur tête derrière le sombrero en feignant de s'embrasser.
Cette danse qui relate une impossible et anachronique rencontre, car le charro apparut au Mexique quand la china avait elle y avait déjà disparu depuis longtemps, a ensuite été popularisée par Anna Pavlova, qui a créé une version de scène pour pointes, qui recueillit beaucoup de succès.

## Dans la culture
Sauf indication contraire, les informations mentionnées dans cette section peuvent être confirmées par le générique de fin de l'œuvre audiovisuelle présentée ici, ainsi que par la base de données cinématographiques IMDb,  présente dans la section « Liens externes ».
Cinéma
L'air figure parmi les musiques additionnelles du film Les Reines du ring (2013) et Dalida (2017).
Radio
L'air figure parmi les musiques additionnelles de certaines chroniques matinales Vu d'ailleurs sur Radio Nova (saison 2015-2016).